# Paula Smith
Paula Smith (* 10. Januar 1957) ist eine ehemalige US-amerikanische Tennisspielerin.

## Karriere
Im Verlauf ihrer Tenniskarriere gewann Smith insgesamt zwölf WTA-Doppeltitel. Sie erreichte zweimal ein Finale eines Grand-Slam-Turniers, das sie beide Mal verlor. Am 7. Juni 1981 verlor sie das Damendoppel der French Open an der Seite von Doppelpartnerin Candy Reynolds gegen die Paarung 
Rosalyn Fairbank / Tanya Harford mit 1:6, 3:6. Vier Jahre später am 9. Juni 1985 verlor sie das Mixed-Doppel-Finale der French Open an der Seite von Francisco González gegen die Paarung Heinz Günthardt / Martina Navrátilová mit 6:2, 3:6, 2:6.

## Erfolge

### Doppel
| Nr. | Datum              | Turnier        | Kategorie | Belag   | Partnerin      | Finalgegnerinnen                      | Ergebnis      |
| --- | ------------------ | -------------- | --------- | ------- | -------------- | ------------------------------------- | ------------- |
| 1.  | 10. August 1980    | Indianapolis   | WTA       | Sand    | Anne Smith     | Virginia Ruzici Renáta Tomanová       | 4:6, 6:3, 6:4 |
| 2.  | 17. Oktober 1980   | Phoenix        | WTA       | Hart    | Pam Shriver    | Ann Kiyomura Candy Raynolds           | 6:0, 6:4      |
| 3.  | 26. April 1981     | Amelia Island  | WTA       | Sand    | Kathy Jordan   | JoAnne Russell Virginia Ruzici        | 6:3, 5:7, 7:6 |
| 4.  | 10. Mai 1981       | Perugia        | WTA       | Sand    | Candy Reynolds | Chris Evert-Lloyd Virginia Ruzici     | 7:5, 6:1      |
| 5.  | 16. Mai 1982       | Lugano         | WTA       | Sand    | Candy Reynolds | JoAnne Russell Virginia Ruzici        | 6:2, 6:4      |
| 6.  | 1. August 1982     | San Diego      | WTA       | Hart    | Kathy Jordan   | Patricia Medrado Claudia Monteiro     | 6:3, 5:7, 7:6 |
| 7.  | 17. Oktober 1982   | Tampa          | WTA       | Hart    | Ann Kiyomura   | Mary-Lou Daniels Wendy White          | 6:2, 6:4      |
| 8.  | 14. März 1983      | Pittsburgh     | WTA       | Teppich | Candy Reynolds | Iwona Kuczyńska Trey Lewis            | 6:2, 6:2      |
| 9.  | 12. August 1984    | Indianapolis   | WTA       | Sand    | Beverly Mould  | Elise Burgin Joanne Russell           | 6:2, 7:5      |
| 10. | 23. September 1984 | San Diego      | WTA       | Hart    | Betsy Nagelsen | Terry Holladay Iwona Kuczyńska        | 6:2, 6:4      |
| 11. | 28. Oktober 1984   | Brighton       | WTA       | Teppich | Alycia Moulton | Barbara Potter Sharon Walsh           | 6:7, 6:3, 7:5 |
| 12. | 6. Januar 1985     | Port St. Lucie | WTA       | Hart    | Betsy Nagelsen | Christiane Jolissaint Marcella Mesker | 6:3, 6:4      |